# Südwest-Schrift

Mutmaßliche Verbreitungsgebiete althispanischer Sprachen.

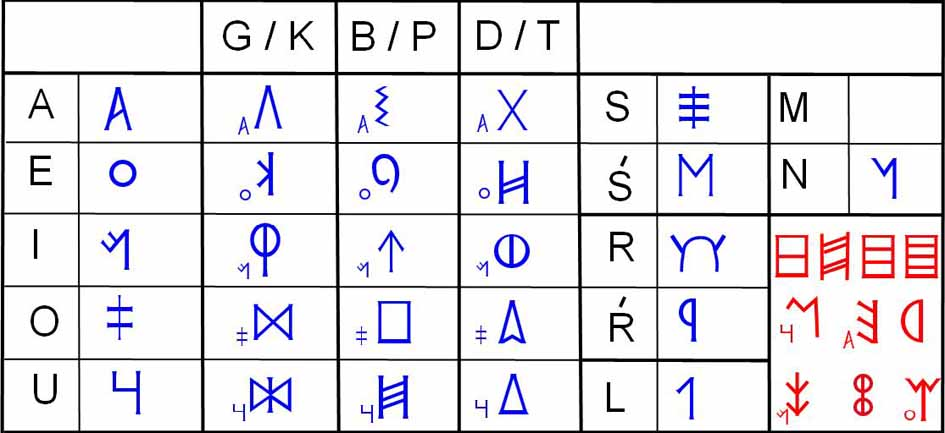
Südwestschrift (Rodríguez Ramos 2000)

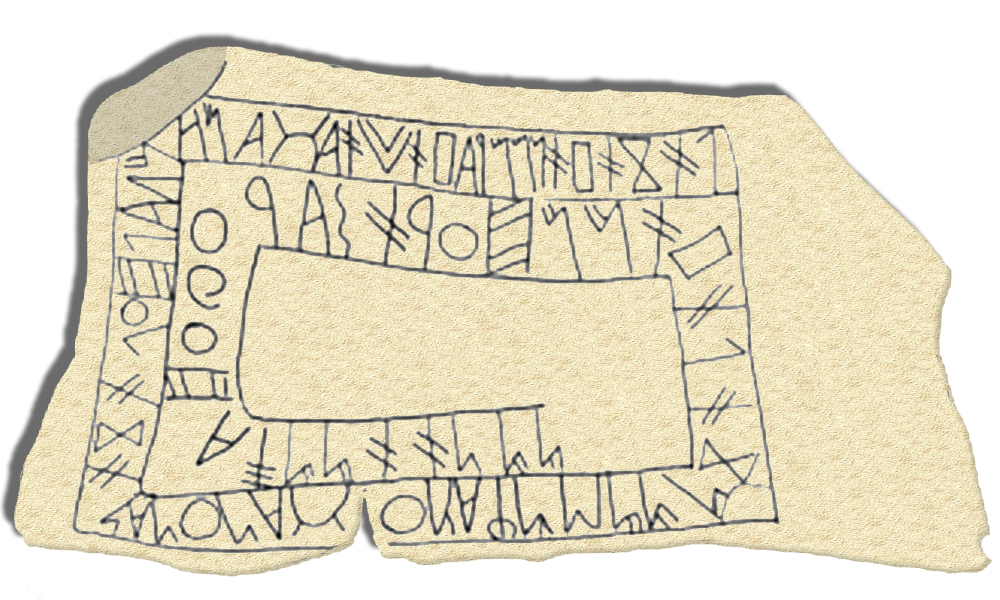
Stele von Bensafrim (Lagos)

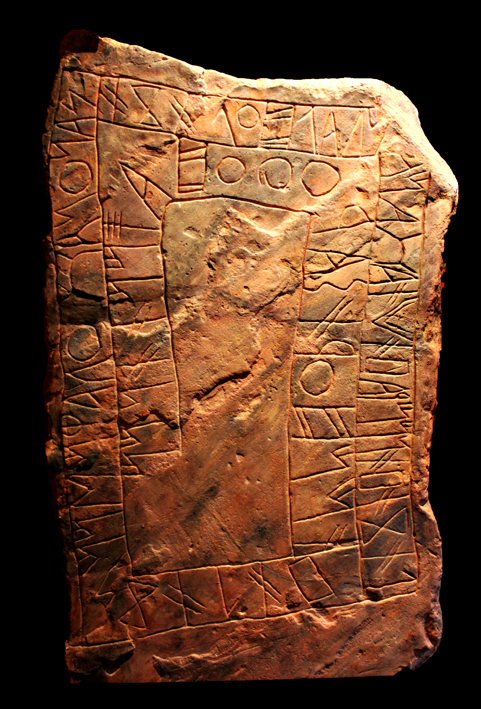
Nachbildung der Stele von Bensafrim in Almodôvar, das Original steht im Museu Municipal Santos Rocha in Figueira da Foz

Bei der Südwest-Schrift (Escrita do Sudoeste, auch südlusitanische (Escritura sudlusitana), tartessische (Escritura tartésica) oder Algarve-Schrift genannt) handelt es sich um eine althispanische Schrift mit etwa 2700 Jahre alten Schriftzeugnissen in Portugal und Spanien. Als Herkunftsort gilt Almodôvar, rund 70 km nördlich von Faro in der Algarve. Almodôvar liegt am Übergang vom Alentejo zur Algarve. Dort ist in der fraglichen Zeit die Anwesenheit von Phöniziern bzw. Karthagern nachzuweisen. Rund um Almodôvar wurden in den letzten Jahrzehnten über 90 Schieferstelen gefunden. Zumeist enthalten die Stelen nur kurze Texte, andere tragen Abbildungen. Die „Stele von Abóbada“ trägt 60 Zeichen. Den längsten bekannten Text in der Südwest-Sprache lieferte mit 86 Zeichen die 2009 gefundene Stele.
Die Stelen, meist Grabsteine, entstanden zwischen dem 7. und 5. Jahrhundert v. Chr. Die Südwest-Schrift entstand unter Einfluss des phönizischen und griechischen Alphabets und zeigt formal, aber nicht orthographisch Einflüsse der südiberischen Schrift. Kannte die phönizische Schrift nur Konsonanten, verwendet die Südwest-Schrift auch Vokale. Deshalb gehen Archäologen davon aus, dass weniger die Phönizier als die im Süden der iberischen Halbinsel lebenden Tartesser oder Völker wie die Kyneten oder Konier die Entwicklung der Schrift prägten. Manche portugiesische Quellen sehen die Südwest-Schrift als identisch mit der tartessischen Schrift an.
Ein neues Museum in Almodôvar will die Schriftzeugnisse aus den alten Zeiten zugänglich machen. Das Museu da Escrita de Sudoeste präsentiert 16 der in der Umgebung von Almodôvar gefundenen Stelen, ergänzt um einige auswärtige Funde.